# كتاب الوسادة (فلم)
كتاب الوسادة (بالإنجليزية: The Pillow Book) هو فيلم هولندي بريطاني فرنسي لوكسمبورغي تم عرضه في سنة 1996 وهو من إخراج بيتر جريناواي وبطولة فيفيان وو وإيوان مكريغور وكين أوغاتا وهيديكو يوشيدي وقد تم توزيع الفيلم عن طريق شركة ليونزغيت إنترتاينمنت. ويحكي الفيلم قصة عارضة أزياء يابانية تعيش في هونغ كونغ تبحث عن المتعة والتجارب الثقافية الجديدة مع شركاء عديدين.
يخلط الفيلم بين الدراما السوداء الحديثة والمواضيع والأماكن الثقافية اليابانية والصينية، ويتمحور حول الرسم على الجسد.

## القصة
كفتاة شابة في اليابان، يرسم والد ناغيكو شخصيات على وجهها، وتقرأ لها عمتها من «كتاب الوسادة»، وهي مذكرات سيدة تعمل في القصر الإمبراطوري في القرن العاشر. تكبر ناغيكو، مع هاجس الكتب والأوراق والكتابة على الأجسام، وهاجس حياتها الجنسية (لتكتى «كتاب وسادة» خاص بها) وهو «مزيج متقن» من الصور الكلاسيكية اليابانية، الصينية الحديثة، والغربية.

## الممثلون والشخصيات
- فيفيان وو في دور ناغيكو
- إيوان مكريغور في دور جيروم
- كين أوغاتا في دور الأب
- جودي أونغ في دور الأم
- يوشي أويدا في دور الناشر
- هيديكو يوشيدا في دور العمة
- كين ميتسويشي في دور الزوج
- يوتاكا هوندا في دور هوكي
- بربارا لوت في دور أم جيروم
- لين فرانسيس واشيندوفر في دور أخت جيروم

## الاستقبال النقدي
تم عرض الفيلم في قسم نظرة ما في مهرجان كان السينمائي عام 1996. وذكر الناقد السينمائي أندرو جونستون: «يتم استخدام معظم الأجهزة المرئية المميزة في أفلام جريناواي (بطاقات عنوان متقنة وصور متراكبة) هنا؛ ولكن مصحوبة بأغاني غربية وبالموسيقى الآسيوية التقليدية، بدلاً من موسيقى مايكل نيمان، فإنها تبدو أكثر نشاطًا وأكثر ديناميكية منن السابق. يجب على الممثلين أن يقدموا بشكل كامل لميكانيكيات جريناواي، لكن لا يوجد أداء سيئ واحد، فكل من أداء ماكغريغور وأويدا على ما يرام.»
تلقى الفلم ردود فعل متباينة إلى إيجابية من النقاد. أعطى موقع الطماطم الفاسدة الفيلم نسبة موافقة تبلغ 66% بناءً على 53 تقييات «إن كتاب الوسادة مثير حقاً ولا يمكن إنكاره بصريًا، لكن قصة الفيلم تفتقر إلى السحب المنمق لصوره».

## وصلات خارجية
- كتاب الوسادة على موقع IMDb (الإنجليزية)
- كتاب الوسادة على موقع ميتاكريتيك (الإنجليزية)
- كتاب الوسادة على موقع روتن توميتوز (الإنجليزية)
- كتاب الوسادة على موقع نتفليكس (الإنجليزية)
- كتاب الوسادة على موقع ألو سيني (الفرنسية)
- كتاب الوسادة على موقع Turner Classic Movies (الإنجليزية)
- كتاب الوسادة على موقع أول موفي (الإنجليزية)
- كتاب الوسادة على موقع بوكس أوفيس موجو (الإنجليزية)
- كتاب الوسادة على موقع فيلمافينيتي (الإسبانية)
- كتاب الوسادة على موقع قاعدة بيانات الأفلام السويدية (السويدية)
- Pillow Book Sei Shonagon poems translated to English w/stills from the film